# Mastax extrema
Mastax extrema é uma espécie de carabídeo da tribo Brachinini, com distribuição na África do Sul e Namíbia.